# 田中純 (作家)
田中 純（たなか じゅん、1890年（明治23年）1月19日 - 1966年（昭和41年）4月20日）は、日本の作家、文芸評論家、翻訳家。
広島県広島市に生まれる。関西学院神学部を出て伝道師となるが、早稲田大学英文科に入学。同じクラスには植村宗一（直木三十五）、宮島新三郎、木村毅、西条八十、青野季吉、細田源吉、細田民樹らがいた。1915年（大正4年）に大学を卒業。春陽堂に入り、『新小説』の編集に携わる。ピョートル・クロポトキン、トゥルゲーネフなどの翻訳などをしつつ、久米正雄、里見弴らと知り合い、文芸評論、小説、戯曲などを書くようになり、1920年（大正9年）に発表した「妻」で認められた。1919年（大正8年）、吉井勇とともに外務省の小村欣一の肝煎りで国民文芸会を結成し、演劇復興運動を起こす。同年、吉井、里見、久米とともに理事として雑誌『人間』を創刊、中途から植村宗一（直木三十五）が編集に当たった。キリスト教徒として節酒運動にも携わった。
戦後は大正期文壇の生き証人としての文章を記した。ほかセオドア・ドライサー『アメリカの悲劇』を初めて訳した。

## 著書
- 妻 新潮社 1920
- 月光曲 金星堂 1922
- 闇に哭く 玄文社 1924
- 輪舞 新潮社 1925
- 美濃と飛騨の旅 日本風景協会 1931
- 無明の春 忠文館書店 1933
- 耶蘇伝 堀書店 1948
- ヴェールを外した作家の横顔 朝日新聞社 1955 (朝日文化手帖)
- 文壇恋愛史 新潮社 1955 (一時間文庫)
- 続・文壇恋愛史 新潮社 1955 (一時間文庫)
- 女のたゝかい 女性解放の旗手たち 新潮社 1957
- 近代麗人伝 光書房 1959

## 翻訳
- 医学上より見たる酒精飲料の利害 ジョセフ・ストーク 日本禁酒同盟会 1913
- 露西亜文芸の主潮 クロポートキン 春陽堂 1917
- ルーヂン ツルゲエネフ 新潮社 1918
- その前夜 ツルゲエネフ 新潮社 1918
- 秘密の庭 バーネツト 世界少年文学名作集 家庭読物刊行会 1919
- ドストイェーフスキー全集 第1巻 貧しき人々・プロハルチン君・死の家よりの覚書 ドストイヱフスキー全集刊行会 1920
- 処女地 ツルゲエネフ 新潮社 1920
- モウパッサン全集 第7巻 湯の町の恋・モントリオル 天佑社 1921
- カルメン メリメエ 文芸日本社 1925  (世界文芸映画傑作集)
- ドストイェフスキイ全集 第3巻 死の家の記録 ドストエフスキー全集刊行会 1925
- 亜米利加の悲劇 テオドル・ドライサー 大衆公論社 1930
- 人生論 トルストイ 新潮社（新潮文庫） 1933
- アメリカの悲劇 シオドラ・ドライサア 現代アメリカ小説全集 三笠書房 1940
- わが滑空物語 ロベルト・クロンフェルト 東晃社 1943